# Aeroportul Boké Baralande
Aeroportul Boké Baralande (IATA: BKJ, ICAO: GUOK) este un aeroport din Regiunea Boké, Guineea ce deservește zona Boké. A fost numit după zona deservită.
Situat la o altitudine de 50 m, aeroportul dispune de o singură pistă.